# Скляна Радиця
Скляна Радиця (рос. Стеклянная Радица) — присілок в Брянському районі Брянської області Російської Федерації.
Населення становить 1311 осіб. Входить до складу муніципального утворення Стекляннорадицьке сільське поселення.

## Історія
Від 2005 року входить до складу муніципального утворення Стекляннорадицьке сільське поселення.

## Населення
| 2010 | 2012  | 2013  |
| ---- | ----- | ----- |
| 1354 | ↘1341 | ↘1311 |